# Nossa Senhora de Cuapa
Nossa Senhora de Cuapa, conhecida também como Virgem de Cuapa, é uma invocação mariana venerada entre os fiéis católicos nicaraguenses. Teve origem nos testemunhos de Bernardo Martínez, que afirmou ter presenciado diversas aparições marianas na localidade de Cuapa.
As manifestações começaram durante a guerra civil de 1980-1990 na cidade de Cuapa, no departamento de Chontales. Conta com a aprovação eclesiástica dos bispos César Bosco Vivas Robelo e Pablo Antonio Vega Mantilla, e o apoio do mariólogo René Laurentin.

## As aparições
Segundo o testemunho do vidente Bernardo Martínez, humilde camponês e também sacristão naquela época, as aparições da Virgem Maria começavam no dia 8 de cada mês (como as de Fátima, que eram no dia 13) começando com pequenos sinais no 15 de abril de 1980. O vidente descreveu o seguinte:
Achei que eram os meninos que estavam brincando na praça e tinham quebrado as telhas e foi assim que a clareza entrou na imagem. Aproximei-me para ver e vi que não havia nenhum buraco no telhado; Saí para ver se entrava luz de fora pelas janelas e não vi nada; Voltei perto da imagem para ver se tinham colocado um rosário fosforescente nela, olhei as mãos, os pés, o pescoço... Não era nada disso. A luz não veio de nada, a luz veio disso. Com a iluminação que ela proporcionava você podia andar sem tropeçar. E já era noite, quase oito da noite porque eu tinha chegado tarde.

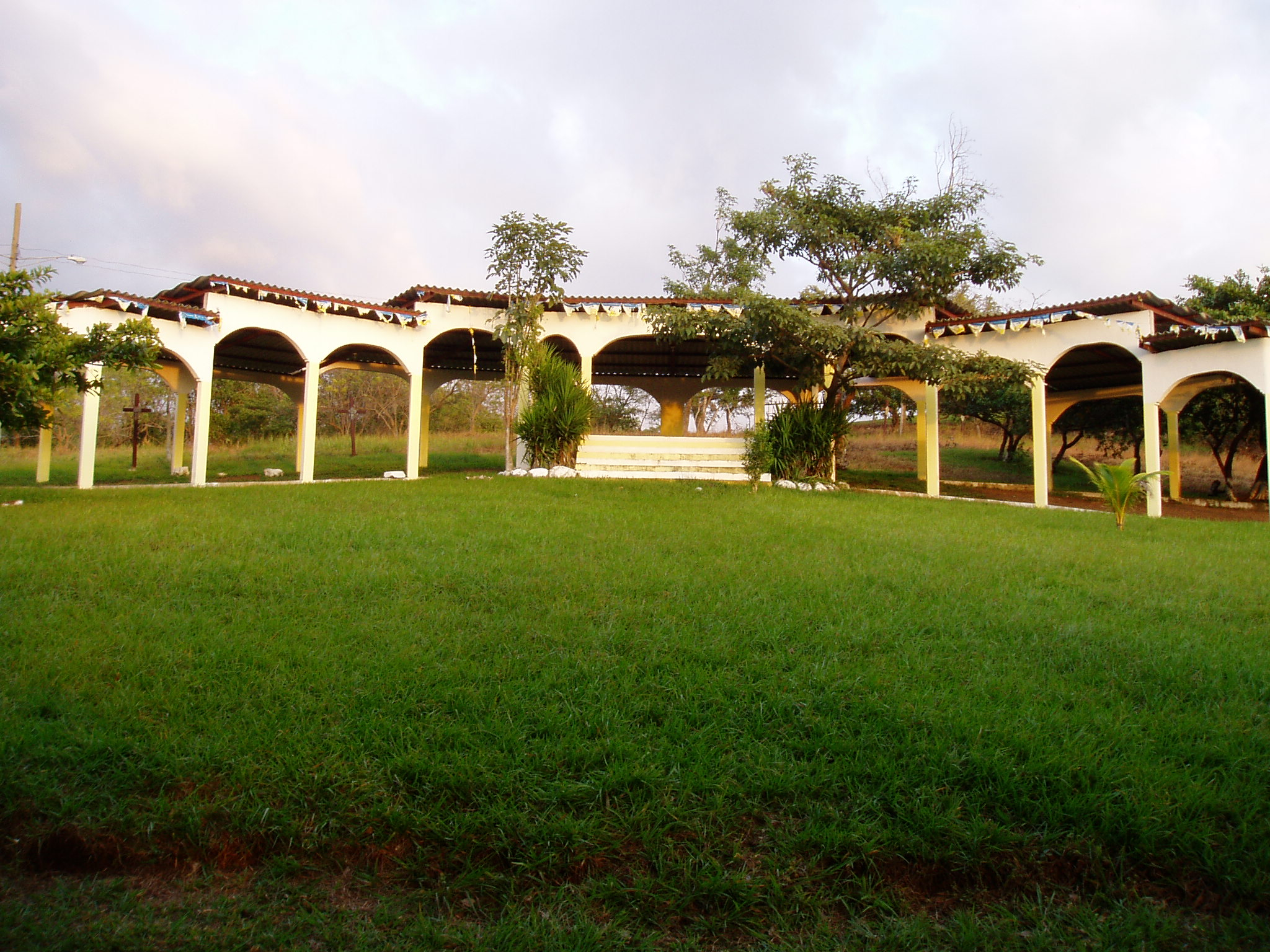
O Santuário de Nossa Senhora de Cuapa, local onde ocorreram as aparições

A primeira aparição da Virgem Maria começou em 8 de maio de 1980. Bernardo decidiu ir pescar no rio. Na volta, encostou-se em uma árvore para rezar. Às 15h viu um relâmpago e sem saber de onde vinha, caminhou cerca de seis passos e viu outro relâmpago, depois viu a Virgem sob a invocação de A Assunção. Bernardo conta a aparição assim:
Uma linda senhora. Seus pés estavam descalços. O vestido era branco e longo. Ela tinha uma fita azul clara em volta da cintura. Manga comprida. Uma capa de cor creme claro com bordados dourados na borda a cobria. Ele estava com as mãos juntas no peito. Parecia a imagem da Virgem de Fátima. Fiquei imóvel. Não tive nenhuma ação de correr ou gritar. Eu não estava com medo. Fiquei surpreso... Ela estendeu os braços como a Medalha Milagrosa e raios de luz mais fortes que o sol saíram de suas mãos e os raios que saíram de suas mãos atingiram meu peito. Eu disse a ele: Qual é o seu nome? Ela me respondeu com uma voz doce que nunca ouvi de nenhuma mulher ou pessoa: "Eu sou a Virgem Maria" ... Perguntei-lhe então de onde ela vinha. Ele me disse com a mesma doçura: venho do céu. Eu sou a mãe de Jesus... O que você quer? Ela me respondeu: quero que você reze o terço todos os dias... Não quero que você reze só no mês de maio. Quero que vocês a rezem permanentemente em família desde os filhos que têm uso da razão, que a rezem em um horário fixo, quando não houver mais problemas com as tarefas domésticas e através da visão peçam que esta mensagem seja divulgada a todas as pessoas.
Depois da primeira aparição, outras aconteceram em datas diferentes: no dia 15 de abril acontece o que é conhecido como a iluminação da imagem da Virgem na capela da vila. No dia 16 de maio, a Virgem reclama porque Bernardo não havia transmitido sua mensagem anterior, na qual ela expressou: "Não tenhais medo. Vou ajudá-lo. Conte-a o padre." No mês seguinte, em 8 de junho, a manifestação ocorreu através de um sonho em que, segundo as crônicas, a Virgem apresentou o céu à vidente. Consideram a visão de 8 de julho como a visão das "confirmações" porque um anjo se manifesta e confirma alguns acontecimentos que aconteceriam na comunidade. No dia 8 de setembro, Bernardo é apresentado como a Menina Virgem:
Eu a vi quando menina, linda, mas pequena! Ele estava vestindo um manto de cor creme claro. Ele não tinha véu, nem coroa, nem manto; sem decoração, sem bordado. O vestido era longo, de mangas compridas e amarrado com uma renda rosa. Seu cabelo caía até os ombros e era castanho. Os olhos também, embora mais claros, quase cor de mel. Toda ela irradiava luz. Ela parecia a Senhora, mas era uma menina.
Nesta mesma aparição ele pede em nome do Senhor a "restauração dos templos vivos que são vocês" e insistiu na construção da paz "Amem-se; amem-se uns aos outros. Perdoem-se. Façam a paz: não a peçam somente, façam-na!". No dia 13 de outubro aconteceu em Cuapa a última manifestação, apresentada na invocação da Virgem Dolorosa. Após a Eucaristia, os fiéis seguiram a vidente cantando até o local das aparições.
De repente, um relâmpago, como das outras vezes; então, um segundo. Olhei para baixo e vi a Senhora. Desta vez a nuvem estava sobre as flores que havíamos trazido e, acima da nuvem, sobre os pés da Senhora. Lindo! Ela estendeu as mãos e raios de luz alcançaram todos nós.... Ela colocou as mãos no peito, numa atitude como a imagem da Dolorosa... o manto mudou para uma cor cinza, seu rosto ficou triste e ela gritou. Eu lhe disse: "Senhora, perdoe-me pelo que lhe disse! A culpa é minha. A senhora está zangada comigo. Perdoe-me! Perdoe-me!"
E na sua história a Virgem respondeu:
Não estou com raiva nem fico com raiva. A dureza do coração dessas pessoas me deixa triste. Mas você tem que orar por eles para que mudem.

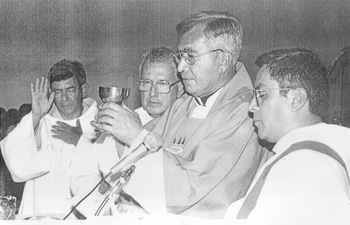
O vidente Bernardo Martínez celebrando a missa

Continuando, a Virgem avisou ao Vidente Bernardo que aquele dia seria sua última aparição já que não a veria novamente, mas ele insistiu para que não fosse embora, mas a Virgem o consolou para não se preocupar que ela estaria sempre com ele e que as pessoas a vereis invocarei com estas palavras: Virgem Santíssima, tu és minha Mãe, a Mãe de todos nós, pecadores.
Enquanto Bernardo era sacerdote, a Virgem manifestou-se outras vezes em El Crucero, município de Manágua, onde segundo a vidente apareceu com a aparência da Virgem das Vitórias. A Igreja Católica, como forma de preservar intacta a mensagem da Virgem, aprovou as aparições, que foram apoiadas pelos bispos César Bosco Vivas Robelo, Pablo Antonio Vega Mantilla e por René Laurentin.
Com as aparições da Virgem Maria , em 1980, Cuapa foi visitada ano após ano por milhares de paroquianos, desde então o Santuário, que é o templo de veneração, é uma das principais atrações do município. Em 1986, Santa Teresa de Calcutá esteve no santuário mariano durante sua visita a Nicarágua.
Em 13 de janeiro de 2013, o local das aparições foi declarado santuário nacional, um espaço onde os fiéis também podem conseguir indulgências. É administrado pela Diocese de Juigalpa.

## Controvérsia
Segundo Eduardo Galeano, a Virgem
"expressou seu apoio à política do presidente Reagan contra o sandinismo ateísta e comunista".

## Canção
Com esta dedicação mariana devotada pelos fiéis católicos da Nicarágua e da América Central, a Virgem Maria atendeu ao pedido que Tino López Guerra expressou com fervor no coro de sua canção Cuando mi tierra te nombra:
"Vós aparecestes na França,
no México e em Portugal
Aparecesses, Santa Mãe, na América Central.
O que te custa, doce Maria,
Pedi permissão ao Senhor,
que toda a minha pátria
Por ti morra de amor."